# 1,1,1-Trichloroéthane
Le 1,1,1-Trichloroéthane ou méthylchloroforme est un composé chimique organochloré de formule C2H3Cl3.
C'est un excellent solvant pour de nombreuses substances telles que les graisses et les huiles. En raison de son ininflammabilité, il a été, comme le 1,1,2-Trichloro-1,2,2-trifluoroéthane (R113), largement utilisé pour le nettoyage de pièces industrielles.
Il a progressivement remplacé le trichloréthylène dont l'inhalation est nuisible pour la santé du personnel.
Cependant, en raison de son impact sur la couche d'ozone, il est interdit de vente depuis janvier 1996 et d'utilisation depuis octobre 2000. Ce solvant halogéné est assujetti à la directive européenne no 1999/13/CE du 11 mars 1999 relative aux composés organiques volatils (COV).